# لا پاتری، کبک
لا پاتری (به فرانسوی: La Patrie) شهری در منطقه شهری لواو-سن-فرانسوا ناحیه استری در استان کبک کانادا است. در سرشماری سال ۲۰۱۱ این شهر ۸۰۳ نفر جمعیت داشته‌است و مساحت آن ۲۰۶٫۹۵ کیلومتر مربع است.